# 交通輸送
交通輸送（こうつうゆそう、英：Traffic）とは、乗り物（列車、自動車、オートバイ、船、飛行機など）を介した、または人力のみによる人、乗客、および貨物のすべての通信を指すが、広義の解釈には、メールや通信などの個人情報の交換も含まれる。

## 交通の意味
交通輸送は商品取引の前提条件である。交通輸送の改善に伴い、人類の物質生産は自給自足から分業交易へと徐々に移行した。製品の分業交易は現代産業社会の基礎の一つである。 

## 種類
交通輸送は陸上、海上、空上に大別できる。

### 陸上輸送
陸上輸送とは陸上の乗り物の輸送のことで、例えば汽車、列車など。陸上輸送のコストが低いため、ほとんどの地域での主な短距離輸送は陸上輸送である。

### 海上輸送
海上輸送とは海上の乗り物の輸送のことで、例えば輸送用のボート、双胴船など。海上輸送を使用することでコストが航空貨物よりも低くなるため、海上貨物は通常、貨物を別の国に輸送するために使用される。

### 航空輸送
航空輸送とは空中の乗り物の輸送のことで、例えば飛行機、ヘリコプター、ジェット旅客機など。高速であるため、通常は大陸間の空中航行に使用される。

## ギャラリー

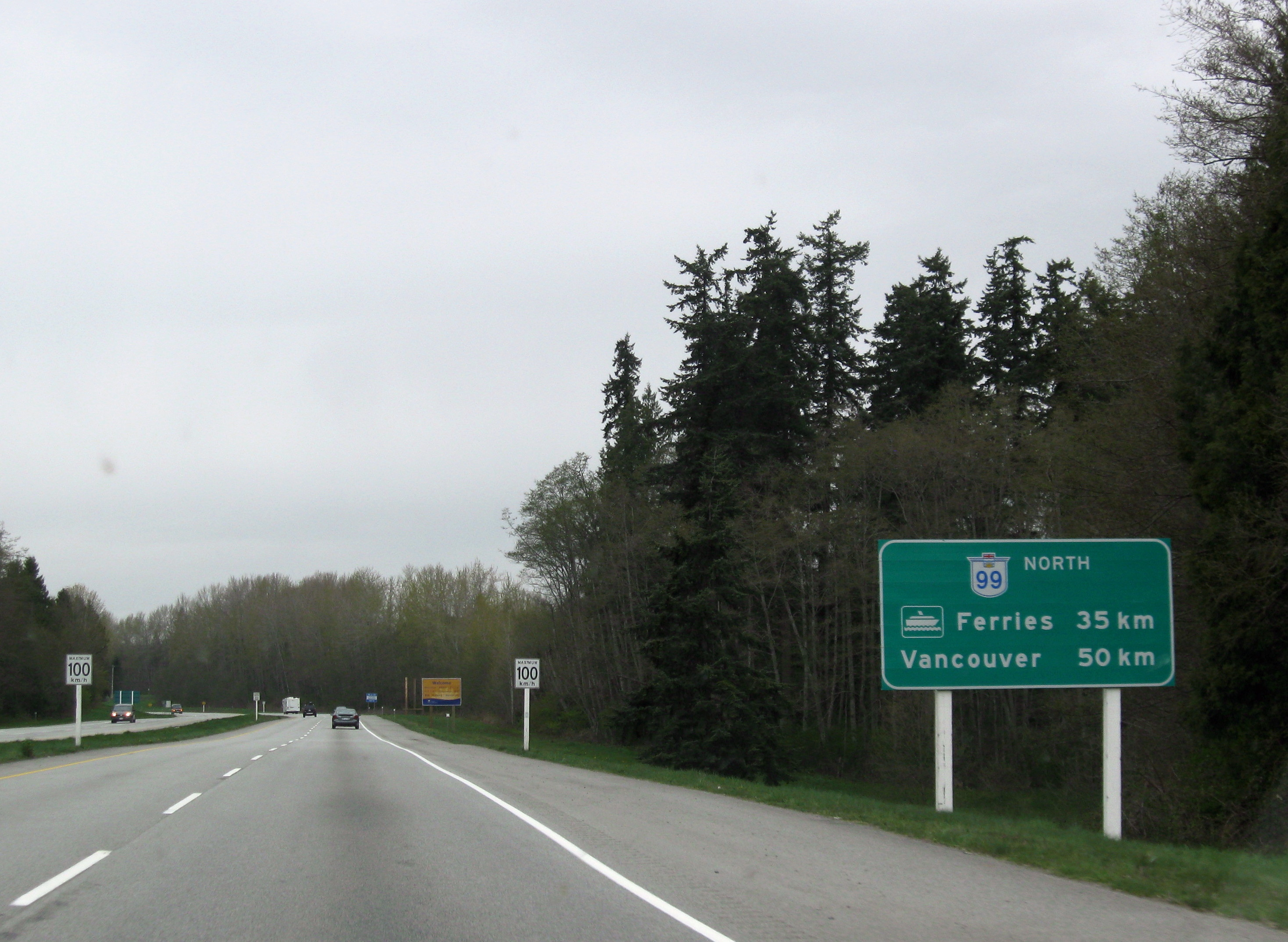
ブリティッシュコロンビア高速道路99号
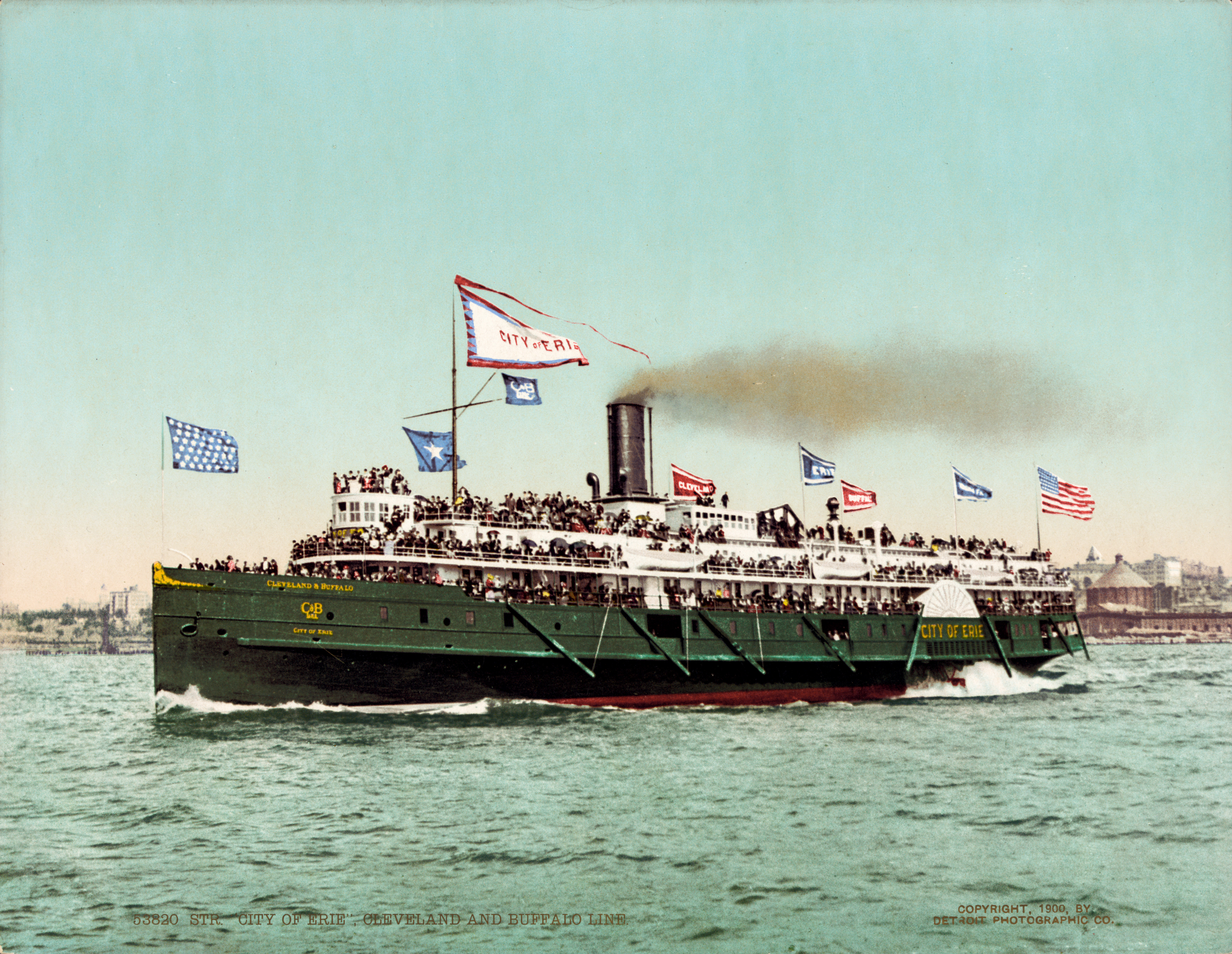
1902年頃の船
イギリスのロータリーロード
その他の国のロータリーロード
ヨーロッパ規定のロータリーロード
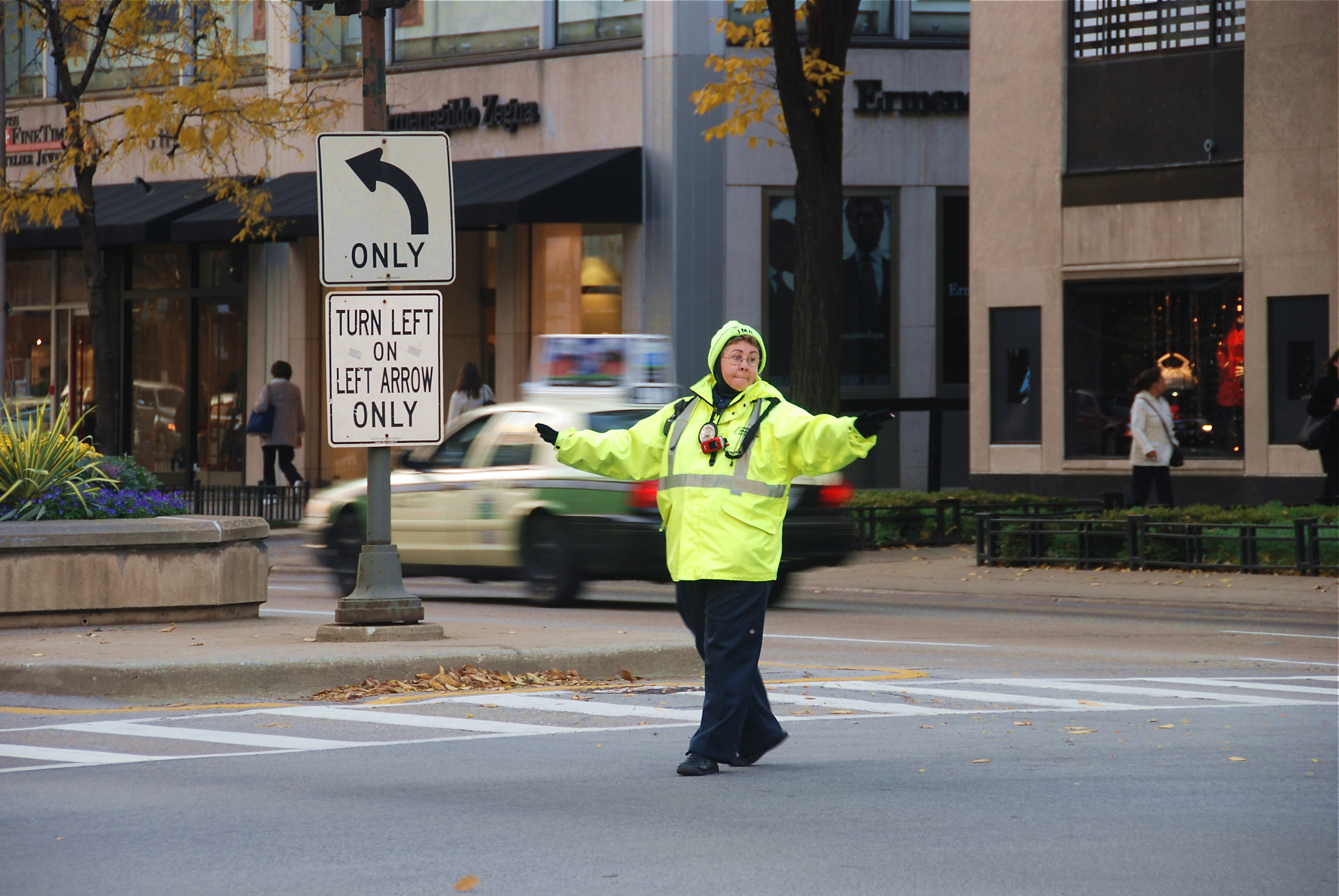
イリノイ州シカゴ市のミシガンアベニューの交通管制官。
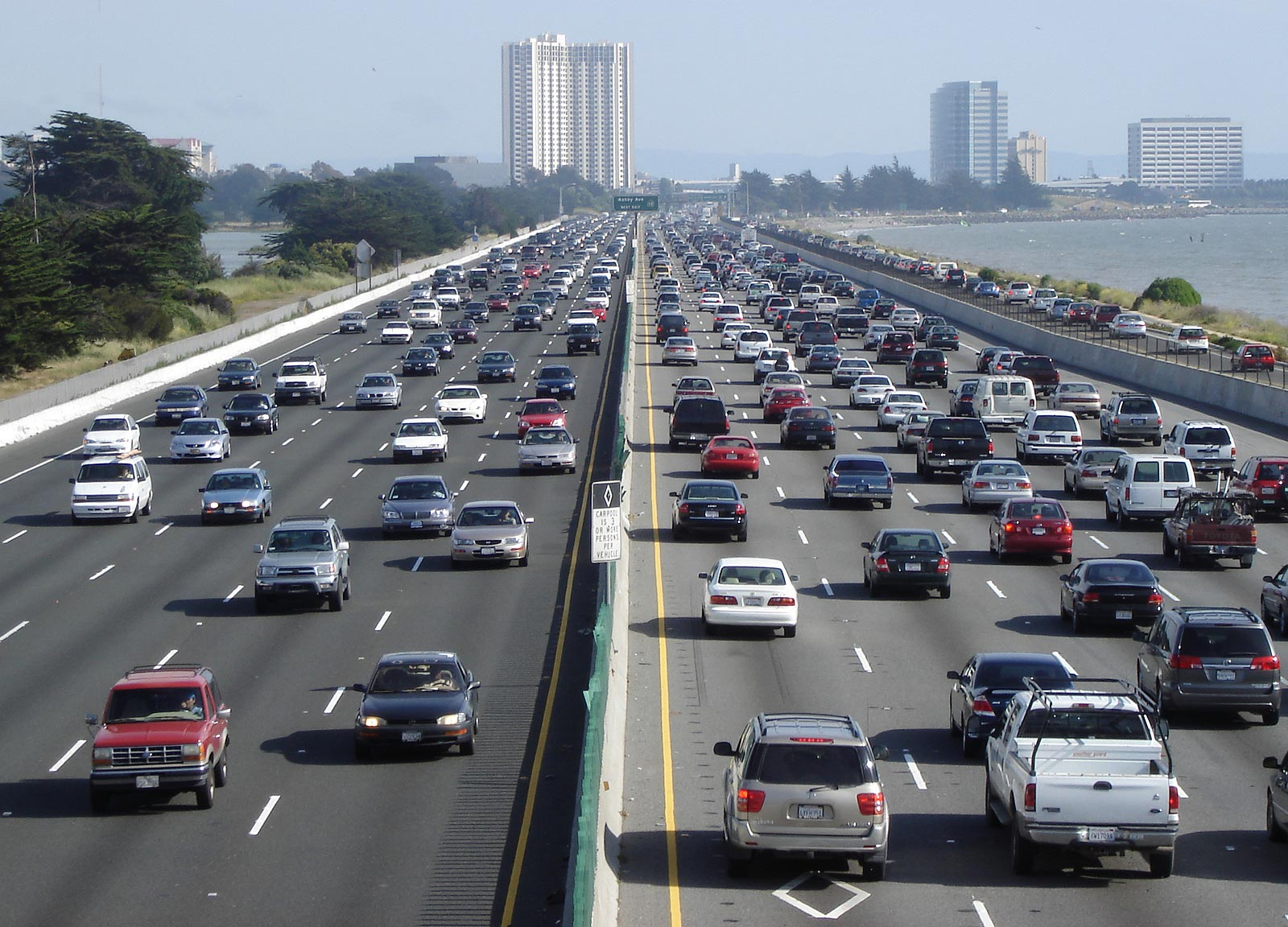
カリフォルニア州バークレーにある州間高速道路80号は、多くの車線を持った交通量の多い高速道路である。